# Typhlodromus hirashimai
Typhlodromus hirashimai är en spindeldjursart som beskrevs av Ehara 1972. Typhlodromus hirashimai ingår i släktet Typhlodromus och familjen Phytoseiidae. Inga underarter finns listade i Catalogue of Life.